# Stenoperla maclellani
Stenoperla maclellani is een steenvlieg uit de familie Eustheniidae. De wetenschappelijke naam van de soort is voor het eerst geldig gepubliceerd in 1979 door Zwick.